# Aéroport de Yonago-Miho
L'aéroport de Yonago-Miho (美保飛行場, Miho hikōjō) est un aéroport situé au Japon, dans la préfecture de Tottori. Il est notamment utilisé par les forces aériennes japonaises.

## Histoire
Construit par le Service aérien de l'Armée impériale japonaise pendant la Seconde Guerre mondiale, l'aéroport a été bombardé par les B-24 Liberator de l'US Air Force en juillet 1945. Après la guerre, il a été confié à la Force d'occupation du Commonwealth britannique. Le No. 5 Airfield Construction Squadron de la RAAF a remis l'aéroport à neuf et son No. 77 Squadron RAAF (en) y a été stationné jusqu'en 1950.
En décembre 1950, la 452nd Air Mobility Wing (en) de l'US Air Force y a transféré ses bombardiers légers B-26 Invader. En mai 1951, durant la Guerre de Corée, ceux-ci ont été envoyés sur la base aérienne de Pusan Est (en), en Corée du Sud. La seule autre unité opérationnelle de l'US Air Force à avoir utilisé l'aéroport est la 17th Training Wing (en), qui y a opéré des B-26 d'octobre 1954 à mars 1955 avant d'être renvoyée aux États-Unis.
De décembre 1950 à mai 1957, l'aéroport a principalement servi de station radar au 618th Aircraft Control and Warning Squadron, dans le cadre de la défense aérienne du Japon. Le 6135th Support Squadron entretenait les installations et un petit terminal. Le 15th Weather Squadron de la 557th Weather Wing (en) (chargée de la météorologie militaire) a aussi utilisé l'aéroport, ainsi qu'à un moment des C-47 Skytrain transportant du matériel et des troupes.
L'US Air force a quitté la base et l'a remise au Japon en mai 1957, dans le cadre d'une réduction générale des forces américaines dans le pays.